# Iwan Sieriogin
Iwan Fiedotowicz Sieriogin, ros. Иван Федотович Серегин (ur. 18 czerwca?/30 czerwca 1892 we wsi Semkino w guberni riazańskiej, zm. 13 marca 1959 w Moskwie) – radziecki generał major (od 20 grudnia 1943).

## Dowódca
- od 10 lipca 1941 do 3 grudnia 1941[2] – 299 DS
- od 28 lutego 1942 do 25 sierpnia 1942 – 18 DS[3]
- od 3 września 1942 do 27 maja 1943 – 98 DS, 16 kwietnia 1943 przekształcona w 86 GwDS[4]
- 1945–1946 – 104 GwDS (później powietrznodesantowa)[5], 15 kwietnia 1945 jednostka zajęła St. Pölten w Austrii, 11–12 maja uczestniczyła w rozbijaniu niemieckiego zgrupowania pod Slivicami w Czechosłowacji.